# Block

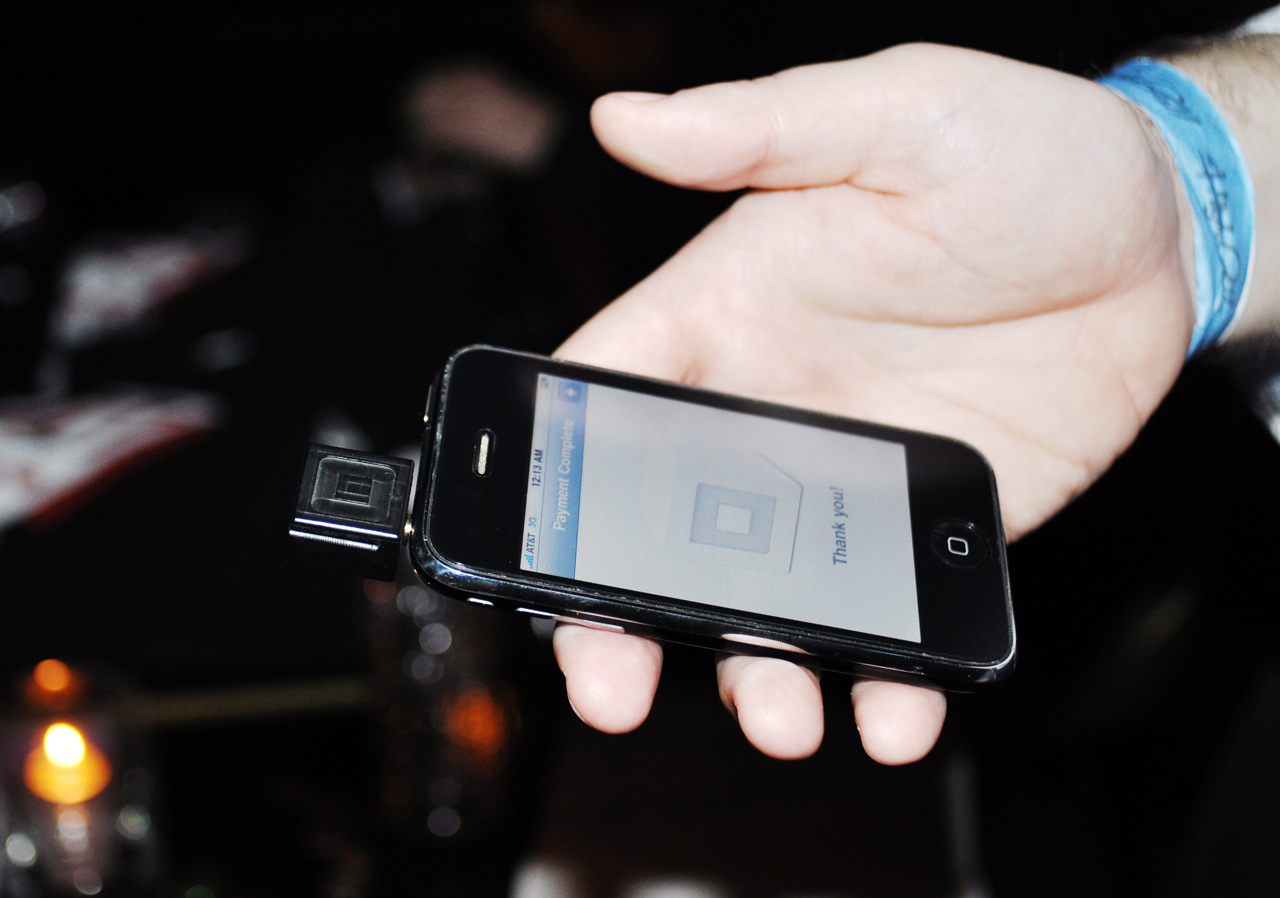

Block (до 1 декабря 2021 — Square, Inc.) — американская технологическая компания, разрабатывающая решения для приёма и обработки электронных платежей. Block основали Джек Дорси и Джим МакКелвей в феврале 2009 года. В ноябре 2015 года компания провела IPO.
По состоянию на 2021 год рыночная капитализация Block составляет более 100 миллиардов долларов США.

## История
Первым продуктом компании стал платежный терминал Square Reader, подключаемый к смартфонам через вход для наушников и позволяющий с помощью специального мобильного приложения принимать платежи с банковских карт на счет владельца смартфона. За каждую транзакцию взималась комиссия в 2,75 %.
В 2012 году сеть кофеен Starbucks инвестировала в сервис 25 млн долларов, а её гендиректор Говард Шульц занял место в совете директоров. Square стала обрабатывать платежи в 7 тысячах заведений, а также позволил своим пользователям оплачивать покупки в кофейнях через фирменное приложение Square Wallet. В октябре 2013 года Шульц покинул совет директоров. В декабре 2014 компания заменила Square Wallet на неподдерживаемое кофейнями приложение Square Order, одновременно Starbucks запустил своё собственное платёжное приложение. В 2015 году платежи в Starbucks обеспечили Square 11 % выручки и 21 % расходов на обработку платежей, в августе того же года компания освободила Starbucks от эксклюзивного контракта. Перед IPO Square объявила, что за три года сотрудничества со Starbucks получила 71 млн долларов убытка.
В сентябре 2014 года издание TechCrunch сообщило, что Apple перед разработкой собственного платежного решения Apple Pay (запущено 9 сентября 2014) хотела выкупить Square. Сделка сорвалась, так как Apple предлагала меньше половины от оценочной стоимости компании — около $3 млрд.
В октябре 2020 года компания разместила около 1 % своих общих активов (50 миллионов долларов) в Биткойн (4 709 биткойнов), назвав в качестве основной причины «потенциал Биткойна стать более повсеместной валютой в будущем». В феврале 2021 года компания приобрела ещё 170 миллионов долларов в биткойнах (примерно 3 318 биткойнов), в результате чего общая сумма активов Square достигла почти 500 миллионов долларов в биткойнах (всего примерно 8 027 биткойнов).
2 марта 2021 года Square, Inc. достигла соглашения о приобретении контрольного пакета акций Tidal. Square заплатит 297 миллионов долларов наличными и акциями, а Jay-Z войдет в совет директоров компании. Jay-Z, а также другие артисты, которые в настоящее время владеют акциями Tidal, останутся акционерами.
1 декабря 2021 года Square объявила о ребрендинге, компания получила название Block. Новое название связано с желанием отразить рост компании в сфере блокчейн-технологий.

### Выход на биржу
В июле 2015 года компания подала конфиденциальную заявку на проведение IPO. Советниками выступили Goldman Sachs, Morgan Stanley и JPMorgan Chase. До выхода на биржу компанию оценивали в районе $6 миллиардов, опираясь на оценки последнего раунда инвестиций, прошедшего в октябре 2015. Тогда Square получила $150 млн от инвестиционной корпорации правительства Сингапура и ряда существующих акционеров. Всего до биржи компания привлекла средств на общую сумму $590 млн.
Замедление роста выручки и увеличение убытков негативно сказались на ожиданиях инвесторов в преддверии IPO. Однако за несколько недель до IPO компания заявила ценовой коридор в $11–13 за акцию, понизив собственную оценку до $4,2 млрд. 18 ноября 2015 года сервис Square разместилась на Нью-Йоркской фондовой бирже по цене 9 долларов за акцию. Компания реализовала 27 тысяч своих акций, выручив при размещении $243 миллиона при оценке $2,9 миллиарда.

## Продукты

### Устройства

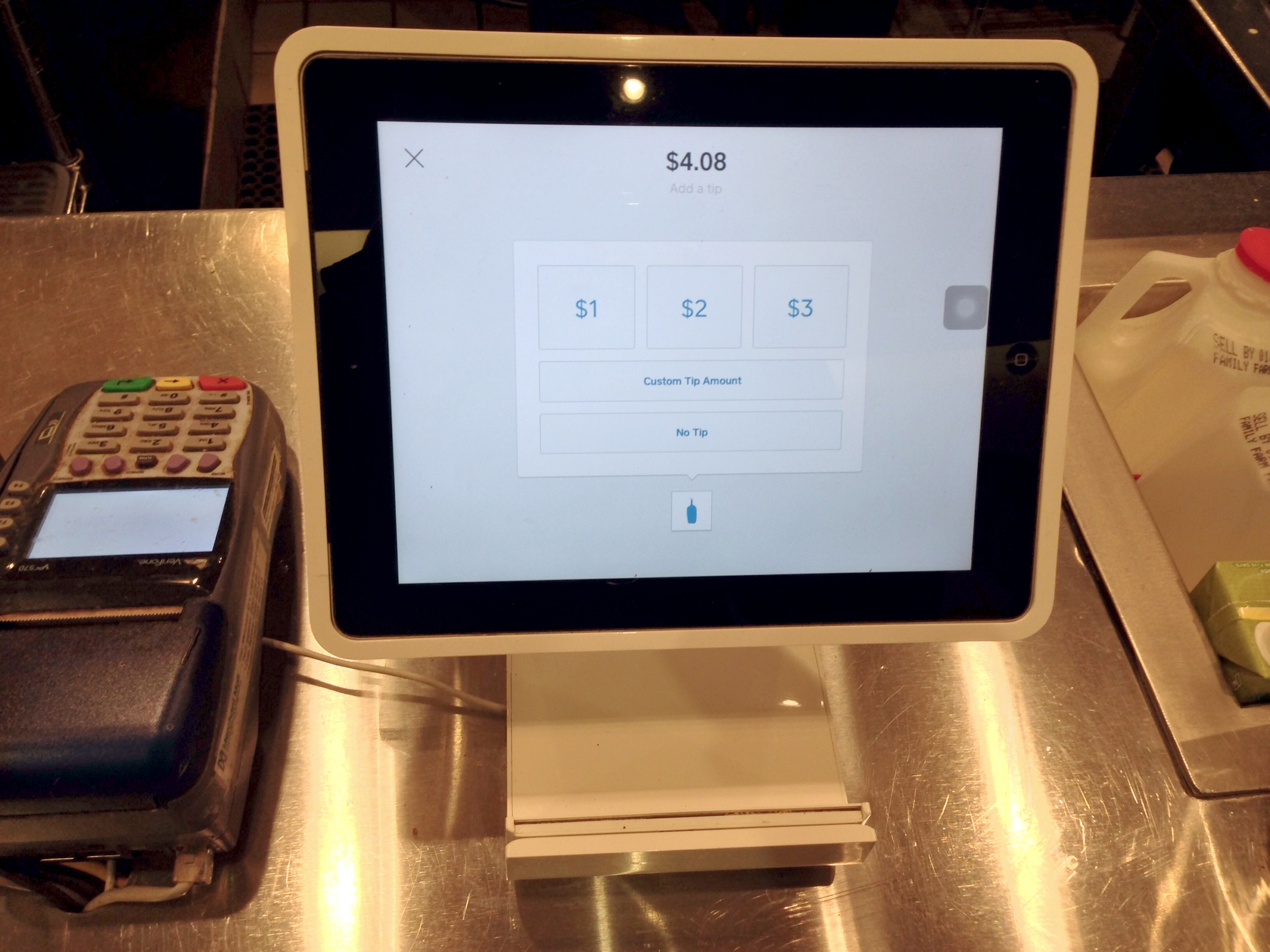
Стойка Square в кофейне, развернутая для того, чтобы клиент мог выбрать вариант чаевых

Основной продукт компании — терминал-картридер Square Reader — позволяет физическим лицам и предпринимателям в США, Канаде, Японии и Австралии принимать дебетовые и кредитные карты на их iOS или Android-смартфоне или планшете. Возможен как ручной ввод данных карты, так и их считывание с помощью Square Reader, подключающемуся к смартфону или планшету через вход для наушников. Приложение Square Register для планшета объединяет функциональность традиционного кассового аппарата и POS-терминала для банковских карт. Приложение имеет также функциональность для складского учёта, создания ценников для товаров и возможности для интеграции с другими приложениями, такими как Shopventory, Weebly, Bigcommerce и т. д.
С 23 ноября 2015 года компания начала распространять беспроводной картридер, впервые представленный в июне на WWDC 2015 и поддерживающий чипированные (EMV) и бесконтактные (NFC) карты. В комплекте к новому ридеру идёт дополнительный, поддерживающий магнитные карты. Компания сообщила, что бесплатно раздаст 250 тысяч устройств. В отчётности за первый квартал 2016 Square указала, что получила полмиллиона заказов на свой кардридер стоимостью $49 — это четверть от общего числа клиентов компании. С 31 мая 2016 устройство доступно в лизинг за доллар в неделю.
В марте 2016 Square представила API для приёма онлайн-платежей и вступила в прямую конкуренцию со специализирующимися на онлайн-процессинге компаниями Stripe и Braintree (подразделение PayPal). Как и у Stripe, стоимость транзакции составляет 2,9 % + 30 центов.

### Cash App
В марте 2015 представлено мобильное приложение Cash App, позволившее пользователям переводить деньги друг другу. К 2019 году приложением стало пользоваться более 15 млн пользователей в США и Великобритании. Cash App сообщила о 36 миллионах ежемесячных активных клиентов Cash App по состоянию на декабрь 2020 года.

## Финансовые данные
Согласно данным компании, по итогам 2014 года было обработано 446 млн платежей со 144 млн карт на общую сумму $23,8 млрд. В 2015 года на долю компании приходилось около 10 % всех платежей малых предприятий США.
Накануне IPO, по итогам девяти месяцев 2015 года, общая чистая выручка Square составила $893 млн, что на 49 % выше аналогичного периода прошлого года (общая выручка в 2014 составила $850 млн, что на 54 % больше, чем в 2013). Валовой доход за этот же период вырос на 65,4 %, до $261 млн, чистый убыток $131,5 млн (рост на 12 %). Первый квартал 2016 года компания закончила с убытком в 14 центов на акцию при выручке в $379 млн. Square прогнозирует EBITDA по итогам 2016 года в размере от 8 до 14 млн долларов.